# Heinrich Braunstein
Heinrich Braunstein var en dansk paukist og kgl. kapelmusikus.
Heinrich Braunstein stammede fra en musikerfamilie, hvis navn hyppigt og fordelagtigt gør sig gældende gennem store dele af 1800-tallet. Johan Nicolai Braunstein var klarinettist, og det samme var Henrik Braunstein. Han var forblæser ved Kongens Regiment og blev siden direktør for harmonimusikken i Tivolis Koncertsal. En Christian Braunstein var oboist ved Kongens Regiment og fader til brødrene Julius og Matthäus Wilhelm Braunstein (1825-1900). Julius Braunstein var en udmærket trompetist, mens broderen spillede cello. De blæste også valdhorn. Andre slægtninge var oboist Friderik Theodor Braunstein (1822-1887) og hornist Johan Carl Wilhelm Braunstein.
Han var gift med Dorthea Braunstein (død 29. december 1883).